# 拉明·雷扎伊安
拉明·雷扎伊安（波斯語：رامین رضائیان سمسکندی，1990年3月21日—）是一名伊朗职业足球运动员，司职后卫。他原本司職右后卫，但经常客串边锋。雷扎伊安生于馬贊德蘭省萨里县的一个村庄。 截至2024年，他效力于伊朗職業足球聯賽俱乐部沙巴罕體育會，他也是伊朗國家男子足球隊的一員。